# تی اس کیو
تی اس کیو (به انگلیسی: TSQ) یک ترکیب شیمیایی با شناسه پاب‌کم ۱۳۰۶۰۶ است.